# Wawanesa Assurance
Wawanesa Assurance (Wawanesa Insurance en anglais) est une compagnie d'assurance canadienne. Son siège-social principal est à Winnipeg, au Manitoba, mais elle opère aussi plusieurs bureaux régionaux à travers le Canada et les États-Unis. Cumulant plus de 9 500 000 000 $ (CAD) en actifs et avec plus de deux millions de polices d'assurances en vigueur, Wawanesa fait partie des dix plus grands assureurs au Canada.

## Histoire
Wawanesa a débuté en tant qu'une mutuelle d'assurances de fermier, lancée en 1896 à Wawanesa, au Manitoba, et a rapidement été incorporée, le 1er mai 1929, par un acte du parlement du Manitoba. Elle a été fondée par Alonzo Fowler Kempton, qui a commencé avec l'argent investi par des fermiers locaux. La première police a été conclue par Charles Kerr, le partenaire financier d'Alonzo, deux semaines après la fondation de Wawanesa, en assurance une batteuse pour 600 $, avec une prime de 24 $ pour trois ans.
la compagnie a été au début établie au deuxième étage d'une pharmacie locale, avec Alonzo comme secrétaire-général et Kerr comme comptable. Parmi les vingt premiers investisseurs, sept ont été enregistrés comme étant directeurs dans l'entreprise. Les premières polices ont été émises sans paiement de prime, puisque les fermiers n'avait pas d'argent avant les récoltes.
Sept ans plus tard, la compagnie s'est diversifiée, en issuant dès lors des polices d'assurance habitation. En 1901, Wawanesa déménage dans la vallée de la rivière Souris, avec maintenant cinq employés. En 1910, Wawanesa était devenue la plus grande compagnie d'assurances en assurance incendie au Canada. Pendant la Grande Dépression, la société s'est agrandie, à l'aide de leur importante réserve de liquidités, ainsi que par l'ouverture de bureaux à Vancouver, Toronto, Montréal, Winnipeg et Moncton. Cependant, les salaires des employés avaient diminué de 20 % à cause de la crise, et lors de visites d'entreprises, les directeurs devaient partager leurs lits.
Le 23 mai 1974, la première succursale américaine a ouvert ses portes, en vertu des lois californiennes. En 2016, la compagnie signe des partenariats avec la Ligue canadienne de hockey, la Ligue de hockey de l'Ontario et la Ligue de hockey junior majeur du Québec pour devenir leur assureur auto et habitation officiel. En 2020, Wawanesa ouvre un siège social américain, à San Diego, même si certaines polices d'assurance automobile sont toujours rédigées en Oregon.